# Guido Wendt
Guido Wendt (* 31. Dezember 1976 in Rendsburg) ist ein deutscher Betriebswirt und politischer Beamter (CDU). Seit Ende Juni 2022 ist er Staatssekretär im Ministerium für Allgemeine und Berufliche Bildung, Wissenschaft, Forschung und Kultur des Landes Schleswig-Holstein.

## Leben
Wendt absolvierte von 1998 bis 2002 ein Duales Studium der Betriebswirtschaftslehre. Von 2002 bis 2005 war er als Büroleiter und wissenschaftlicher Mitarbeiter im Deutschen Bundestag tätig. Von 2005 bis 2007 fungierte er als Geschäftsführer und wissenschaftlicher Mitarbeiter in der CDU-Fraktion im Schleswig-Holsteinischen Landtag sowie von 2007 bis 2013 als Geschäftsführer der Hermann Ehlers Stiftung. 2013 wurde er Vorstandsmitglied der Stiftung Schleswig-Holsteinische Landesmuseen und übernahm die Geschäftsführung der Servicegesellschaft der Landesmuseen.
Im Zuge der Bildung des Kabinetts Günther II wurde Wendt zum Staatssekretär des von Karin Prien geleiteten Ministeriums für Allgemeine und Berufliche Bildung, Wissenschaft, Forschung und Kultur des Landes Schleswig-Holstein berufen. Er folgte damit auf Oliver Grundei, der in das Ministerium für Justiz und Gesundheit des Landes Schleswig-Holstein wechselte. Bis zu seiner Ernennung als Staatssekretär übte Wendt zahlreiche ehrenamtliche Funktionen im kulturellen Bereich aus, so war er unter anderem Aufsichtsratsmitglied des Schleswig-Holsteinischen Landestheaters und des Nordkollegs Rendsburg, Vorstandsmitglied des Landeskulturverbandes Schleswig-Holstein, des Deutschen Grenzvereins und vertrat die Landesmuseen in den Gremien des Museumsverbandes Schleswig-Holstein und Hamburg.
Von 2008 bis 2023 war Wendt Abgeordneter des Kreistags Rendsburg-Eckernförde. Für den Kreis war er von 2008 bis 2015 Verwaltungsratsvorsitzender des Regionalen Berufsbildungszentrums Rendsburg-Eckernförde und von 2008 bis 2014 Mitglied des Aufsichtsrats der Imland-Kliniken.
Wendt ist verheiratet und Vater von zwei Kindern.